# الصورة الأولى (فلم)
الصورة الأولى (بالإنجليزية: First Picture) هو فيلم وثائقي صدر في سنة 2006، من إخراج المخرج الفلسطيني أكرم الأشقر، وجرى تصويره في مدينة طولكرم الفلسطينية، وكان العرض العالمي للفيلم في مهرجان كوبنهاجن الدولي للأفلام الوثائقية.

## روابط خارجية
- مقالات تستعمل روابط فنية بلا صلة مع ويكي بيانات